# Joan Severance
Joan Marie Severance (* 23. Dezember 1958 in Houston, Texas) ist eine US-amerikanische Schauspielerin und ein Model.

## Leben und Karriere
Ihre Familie kam während ihrer Kindheit in der Welt herum, bedingt durch den Beruf ihres Vaters als Systemingenieur bei IBM. Im Jahr 1967 musste sie wegen des Sechs-Tage-Krieges Libyen verlassen. Zurück in Houston begann Severance im Alter von 15 Jahren zu modeln. Ursprünglich wollte sie Tierärztin werden, was sie aufgrund ihrer Erfolge als Model mit internationaler Karriere aufgab.
Ihr erster Film bestand in einer kleinen Rolle in Zwei stahlharte Profis 1987. Bekannter wurde sie in Die Glücksjäger (See No Evil, Hear No Evil) 1989. Mit der Black-Skorpion-Reihe ist ihr Rollenfach festgelegt.
In den Jahren 1990 und 1992 erschien Joan Severance im Playboy.

## Filmografie (Auswahl)
- 1987: Wiseguy  (TV-Film)
- 1987: Zwei stahlharte Profis (Lethal Weapon)
- 1989: Der Hammer (No Holds Barred)
- 1989: Worth Winning
- 1989: Die Glücksjäger (See No Evil, Hear No Evil)
- 1990: Ein Vogel auf dem Drahtseil (Bird on a Wire)
- 1990: Write to Kill
- 1990: The Runestone
- 1991: Another Pair of Aces: Three of a Kind
- 1992: Almost Pregnant
- 1992: Illicit Behavior
- 1993: Todsünde (Lake Consequence) – TV
- 1994: Am Abgrund der Nacht (Criminal Passion)
- 1995: Hard Evidence
- 1995: Black Scorpion
- 1996: Der Kuß des Killers (Profile for Murder)
- 1996: Liebesflüge Nonstop: Mein Mann, Der Heiratsschwindler
- 1997: In Dark Places – Wo das Schicksal keinen Schatten wirft (In Dark Places)
- 1998: Matter of Trust
- 1999: The Last Seduction II
- 2000: Mistakes – Tödliche Fehler (Cause of Death)
- 2006: Sex and Consequences
- 2007: Born – Der Sohn des Teufels (Born)